# IC 2294
IC 2294 је појединачна звијезда у сазвјежђу Рак која се налази на листи објеката дубоког неба у Индекс каталогу.
Деклинација објекта је + 18° 59' 7" а ректасцензија 8h 19m 25,9s.